# Eruga haseltinei
Eruga haseltinei là một loài tò vò trong họ Ichneumonidae.